# Sägekäfer
Die Sägekäfer, wissenschaftlicher Name Heteroceridae, sind eine Familie der Käfer innerhalb der Überfamilie Byrrhoidea. Sie sind weltweit verbreitet. Insgesamt gibt es ca. 300 Arten in 15 Gattungen, von denen drei Gattungen mit 21 Arten in Mitteleuropa vorkommen. Larven und Imagines leben an vegetationsfreien Gewässerufern (semiaquatisch).

## Merkmale
Es handelt sich um kleine Käfer von etwa 1 bis 8 Millimeter Körperlänge. Der Körper ist etwas langgestreckt oval, schwach abgeplattet und von einer dichten, feinen Behaarung bedeckt. Meist sind die Weibchen größer und kompakter gebaut als die Männchen (Sexualdimorphismus). Die Käfer sind dunkel gefärbt, in der Regel mit einer deutlichen Zeichnung aus roten oder gelben Flecken und Punkten. Auffallend und für die Namengebung verantwortlich ist der Bau der Antennen. Diese sind neun- oder elfgliedrig und kurz. Alle Glieder mit Ausnahme der ersten drei formen eine außen gesägte (gezackte) Keule. Der Kopf ist nach vorn gestreckt (prognath) mit großen, den Kopf überragenden Mandibeln, die Komplexaugen sind vorhanden, aber relativ klein.
Der Prothorax ist kürzer als breit und queroval gerundet. Auf der Bauchseite ragt ein Vorsprung (Prosternalfortsatz) nach hinten, wo er in eine Grube der Mittelbrust eingreift. Die Beine sind in der Regel zu Grabbeinen umgestaltet, die Schienen (Tibien) etwas erweitert mit langen Dornenreihen auf der Außenseite. Die Tarsen sind schmal und zart gebaut mit fünf Segmenten. Die Flügeldecken sind langgestreckt mit parallelen Seitenrändern und bedecken den Hinterleib vollständig. Soweit bekannt, sind alle Arten flugfähig.
Am Hinterleib sind sechs Sternite (das zweite bis siebte) sichtbar, das zweite und dritte Sternit sind verschmolzen. Die hinteren Sternite tragen eine lange, nach hinten gerichtete Behaarung.

## Larven
Die Larven sind langgestreckt zylindrisch und etwa 2 bis 11 Millimeter lang. Sie sind überwiegend weißlich gefärbt mit dunkel braunen, plattigen Skleriten auf der Rückenseite und braunem Kopf. Der Kopf ist nach vorn gerichtet und etwas abgeflacht, Labium und Maxillen formen einen schaufelförmigen, nach vorn vorragenden Komplex. Der Kopf trägt sehr kurze, dreigliedrige Antennen und beiderseits fünf Larvenaugen (Stemmata). Die fünfgliederigen Beine, insbesondere die Vorderbeine, sind zu Grabbeinen umgestaltet. Die Larve besitzt offene Stigmen am Mesothorax und Hinterleib und ist luftatmend.

## Lebensweise
Käfer und Larven leben in der Uferregion von Gewässern. Sie graben lange, gewundene, tunnelartige Galerien in unbewachsenem, durchfeuchtetem Sand oder Schlick. Die Tunnel sind horizontal und liegen dicht unter der Oberfläche, so dass sie oft von oben her als gewundene Linien sichtbar sind. Sie sind in der Regel verzweigt. Die Käfer graben die Tunnel, indem sie das lose Material mit den Vorderbeinen nach oben und hinten wegkratzen und gleichzeitig den Körper vorwärts stemmen. Die Tunnel sind Fraßgänge, keine Wohnröhren oder Bauten, sie werden nicht dauerhaft bewohnt. Unter ungünstigen Bedingungen, v. a. wenn der Sand zu trocken wird, graben sich die Käfer zur Oberfläche und laufen oder fliegen zu einer neuen Stelle. Die Käfer können auch bei Störungen außerordentlich rasch losfliegen, weshalb ihr Fang nicht ganz einfach ist.
Neben Tümpel- oder Flussufern treten die Tiere auch in Watten und Marschen an der Meeresküste auf, sie meiden aber direkten Salzwasserkontakt und verlassen bei Sturmfluten ihren Lebensraum, um landeinwärts Schutz zu suchen. Bei Überflutung bleiben die Tiere durch ihre wasserabweisende (hydrophobe) Behaarung trocken.
Die Ernährungsweise ist nicht vollständig geklärt. Die Larven, in gewissem Umfang auch die Imagines, fressen einfach das gesamte Substrat und verdauen anschließend die organischen Bestandteile. Wichtig für die Ernährung vor allem der Imagines sollen einzellige Algen, besonders Kieselalgen, sein.

## Systematik
Die Sägekäfer gehören in eine Familiengruppe innerhalb der Byrrhoidea, die ausschließlich Familien mit wasserlebenden Larven umfasst. Diese Gruppe ist als „Dryopoidea“ beschrieben worden. Sie werden in zwei Unterfamilien gegliedert:
- Heterocerinae
- Elythomerinae

In Europa sind folgende Gattungen nachgewiesen:
- Micilus. Einzige europäische Art ist Micilus murinus.
- Heterocerus
- Augylus